# Josh West
Josh West est un rameur britannique, né le 25 mars 1977 à Santa Fe aux États-Unis.

## Palmarès

### Jeux olympiques
- Jeux olympiques d'été de 2008 à Pékin,  Chine
  -  Médaille d'argent en huit barré[1]